# Hippotideae
Hippotideae es una tribu de plantas pertenecientes a la familia Rubiaceae. 

## Géneros
Según NCBI
- Hippotis
- Sommera[1]